# Hauke
Der Vorname Hauke ist eine friesische Form des männlichen Vornamens Hugo; teils wird er auch als weiblicher Vorname genutzt.
Zum entsprechenden Nachnamen siehe unten.

## Namensträger

### Kunstfigur
- Hauke Haien aus Theodor Storms Novelle Der Schimmelreiter
- Hauke aus Haukes Kunst Tipps, einer neunteiligen Webvideoreihe von Coldmirror

### Familienname
- Arno Hauke (1921–nach 1970), deutscher Betriebswirt und Film-Firmenmanager
- Dieter Hauke (1930–2009), deutscher Politiker (CDU)
- Franz Hauke (1852–1915), österreichischer Staatsrechtler, Rektor der Universitäten Czernowitz und Graz
- Franzisca Hauke (* 1989), deutsche Hockeyspielerin
- Frieda Hauke (1890–1972), deutsche Politikerin (SPD)
- Gustav Fochler-Hauke (1906–1996), deutscher Geograph und Institutsdirektor
- Hans Moritz Hauke (1775–1830), kongress-polnischer stellvertretender Kriegsminister
- Hermann Hauke (1930–2017), deutscher katholischer Theologe und Bibliothekar
- Horst Hauke (1931), General der Bundeswehr
- Hugo Hauke (1885–1967), deutscher Mediziner und SA-Führer
- Josef Hauke (1920–2009), deutscher Bildhauer
- Julia Hauke (1825–1895), Adlige, Stammmutter der Häuser Battenberg und Mountbatten
- Klaus Hauke (* 1946), deutscher Leichtathlet
- Lars Hauke (* vor 1995), deutscher American-Football-Spieler
- Manfred Hauke (* 1956), deutscher katholischer Theologe
- Max Hauke (* 1992), österreichischer Skilangläufer
- Michael Hauke (* 1951), deutscher Fußballspieler
- Olaf Hauke (1935–2024), deutscher Künstler
- Paul Hauke (1884–1954), deutscher Politiker (SPD)
- Petra Hauke (* 1946), deutsche Bibliothekarin und Hochschullehrerin
- Reinhard Hauke (* 1953), deutscher Weihbischof des Bistums Erfurt
- Tobias Hauke (* 1987), deutscher Hockeyspieler
- Veronika Hauke-Walek (* 1979), österreichische Triathletin
- Wilfried Hauke (* 1957), deutscher Regisseur und Filmautor

### Vorname
- Hauke Berheide (* 1980), deutscher Komponist
- Hauke Braack (* 1963), deutscher Hallen- und Beachvolleyballspieler
- Hauke Brettel (* 1970), deutscher Mediziner, Rechtswissenschaftler und Kriminologe
- Hauke Brückner (* 1980), deutscher Fußballspieler
- Hauke Brunkhorst (* 1945), deutscher Erziehungswissenschaftler und Soziologe
- Hauke Diekamp (* 1989), deutscher Schauspieler
- Hauke Fuhlbrügge (* 1966), deutscher Leichtathlet
- Hauke Göttsch (* 1965), deutscher Politiker (CDU)
- Hauke Harder (* 1963), deutscher Komponist und experimenteller Physiker
- Hauke Harms (* 1961), deutscher Umweltmikrobiologe
- Hauke Hilz (* 1977), deutscher Professor für Lebensmittelchemie und Politiker (FDP)
- Hauke Hirsinger (* 1975), deutscher Journalist, Historiker, Autor, Schauspieler und Sänger
- Hauke Hückstädt (* 1969), deutscher Literaturvermittler, Autor und Literaturkritiker
- Hauke Jagau (* 1961), deutscher Kommunalpolitiker (SPD)
- Hauke Jöns (* 1961), deutscher Prähistoriker
- Hauke Kenzler (* 1969), deutscher Mittelalterarchäologe
- Hauke Lang (* 1963), deutscher Chirurg und Hochschullehrer
- Hauke Lange-Fuchs (1934–2019), deutscher Rechtsanwalt und Autor
- Hauke Ritz (* 1975), deutscher Publizist, Literatur- und Kulturwissenschaftler
- Hauke Stars (* 1967), deutsche Managerin
- Hauke Strübing (1938–2022), deutscher Radiomoderator
- Hauke Trinks (1943–2016), deutscher Physiker
- Hauke Wahl (* 1994), deutscher Fußballspieler
- Hauke Wagner (* 1982), deutscher Politiker (SPD)
- Hauke Wagner (* 1987), deutscher Volleyballspieler

## Orte
- Hauke-Haien-Koog in Nordfriesland
- Haukeli in Norwegen